# Îlot de la Baronnie
Pour les articles homonymes, voir Île Verte.
L'îlot de la Baronnie, appelé avant 2007 île Verte ou îlets Verts,, est une île du fleuve Saint-Laurent située au nord-est de Montréal au Canada dans les îles de Boucherville de l'archipel d'Hochelaga. Il tient son nom de la baronnie de Longueuil, obtenue en 1700 par Charles II Le Moyne.

## Géographie
Historiquement composé de trois îlets indépendants qui se sont naturellement réunis, l'îlot de la Baronnie fait désormais environ 1 500 mètres de longueur et 175 mètres de largeur maximales pour une superficie totale de 17,8 ha. Il est situé dans le fleuve Saint-Laurent au nord-est de l'île de Montréal et est partiellement inondable lors des crues du fleuve. Île la plus méridionale du groupe des îles de Boucherville, elle est située à 300 mètres au sud de la pointe de l'île Charron, culmine à 9 m au-dessus du niveau du fleuve et est entourée de hauts-fonds.
L'île se trouve sur la rive-Sud de Montréal à l'ouest de la ville de Longueuil (au nord-ouest de Vieux-Longueuil juste en face du parc de la Pointe du Marigot et du boulevard Roland-Therrien) à laquelle elle est administrativement rattachée, mais elle ne fait pas partie du parc national des Îles-de-Boucherville.

## Histoire
L'exploitation des îlets Verts (nommés îlets d'En Bas, du Milieu, d'En Haut) remonte à la période de la Nouvelle-France où ils étaient loués pour pratiquer la pêche aux anguilles par les Le Moyne, seigneurs de Longueuil. Terres faisant partie de la seigneurie de Longueuil fondée en 1657 par Charles Le Moyne (en face de la seigneurie de l'Île-de-Montréal), elles prennent en 1700 le statut de baronnie octroyée à son fils Charles II Le Moyne par le roi Louis XIV.
Au XIXe siècle, les familles alors locataires (Dubuc, Bourdon, Fournier et Viau dit Lespérance) de l'île Verte en deviennent propriétaires avant que les autorités fédérales du port de Montréal (APM) ne les acquièrent en 1960. En 1984 lors de la création du parc national des Îles-de-Boucherville, l'île Verte n'est pas intégrée au parc. Depuis cette période, la cession de l'île à l'administration du parc est en discussion entre les autorités fédérales, celles provinciales du Québec, la ville de Montréal et la Sépaq, gestionnaire du parc national,.
En 2007, la Société historique et culturelle du Marigot, menée par l'historien Michel Pratt, fait officiellement changer le nom d'île Verte en îlot de la Baronnie en souvenir de son histoire et de celle de sa ville de rattachement, Longueuil.
Herbagé et peu boisé (seulement par des saules), l'îlot de la Baronnie, comme les autres îles de Boucherville n'appartenant pas au parc national, est un lieu de chasse à la sauvagine (dont les autorisations dépendent de la province de Québec) ouvert aux détenteurs de permis ; depuis 2020 les autorités portuaires montréalaises tentent d'interdire cette pratique. En raison de ses herbiers inondables, l'île est surtout un lieu de frai des poissons que l'APM essaie de préserver en développant des programmes spécifiques (créations d'aires de frai et amélioration de l'habitat) dans le cadre de la création d'une Réserve nationale de faune aux îles de Boucherville incluant les différentes îles dont elle est propriétaire,.